# トルコ女子バレーボールリーグ
トルコ女子バレーボールリーグ（トルコ語: Türkiye Kadınlar Voleybol 1. Ligi, 英語: Turkish Women's Volleyball League）は、トルコにおける最上位プロ女子バレーボールリーグである。トルコバレーボール連盟によって運営されている。所属するクラブがヨーロッパの大会で顕著な成功を収めていることから、ヨーロッパバレーボールにおけるトップリーグの一つと見做されている。

## 2022-23シーズン所属チーム
| チーム                                         |
| ---------------------------------------------- |
| アイドゥン・ブユクシェヒル・ベレディイェスポル |
| ボル・ベレディイェスポル                       |
| チュクロヴァ・ベレディイェスポル               |
| エジザージュバシュ                             |
| フェネルバフチェ                               |
| ガラタサライ・ダイキン                         |
| イッレル・バンカス                             |
| クゼイボル                                     |
| ニルフェル・ベレディイェスポル                 |
| PTT                                            |
| サリエル・ベレディイェスポル                   |
| トゥルク・ハヴァ・ヨラーリ                     |
| ワクフバンク                                   |

## 歴代優勝チーム
- 1983-84 エジザージュバシュ
- 1984-85 エジザージュバシュ
- 1985-86 エジザージュバシュ
- 1986-87 エジザージュバシュ
- 1987-88 エジザージュバシュ
- 1988-89 エジザージュバシュ
- 1989-90 エムラク・バンカス
- 1990-91 エムラク・バンカス
- 1991-92 ワクフバンク
- 1992-93 ギュネシュ・スィゴルタ
- 1993-94 エジザージュバシュ
- 1994-95 エジザージュバシュ
- 1995-96 エムラク・バンカス
- 1996-97 ワクフバンク
- 1997-98 ワクフバンク
- 1998-99 エジザージュバシュ
- 1999-2000 エジザージュバシュ
- 2000-01 エジザージュバシュ
- 2001-02 エジザージュバシュ
- 2002-03 エジザージュバシュ
- 2003-04 ワクフバンク・ギュネシュ・スィゴルタ
- 2004-05 ワクフバンク・ギュネシュ・スィゴルタ
- 2005-06 エジザージュバシュ
- 2006-07 エジザージュバシュ
- 2007-08 エジザージュバシュ
- 2008-09 フェネルバフチェ・アジュバーデム
- 2009-10 フェネルバフチェ・アジュバーデム
- 2010-11 フェネルバフチェ・アジュバーデム
- 2011-12 エジザージュバシュ・ヴィトラ
- 2012-13 ワクフバンク
- 2013-14 ワクフバンク
- 2014-15 フェネルバフチェ・アジュバーデム
- 2015-16 ワクフバンク
- 2016-17 フェネルバフチェ・アジュバーデム
- 2017-18 ワクフバンク
- 2018-19 ワクフバンク
- 2019-20 新型コロナウイルスの影響で中止
- 2020-21 ワクフバンク
- 2021-22 ワクフバンク

### クラブ通算優勝回数
| クラブ                           | 優勝 |
| -------------------------------- | ---- |
| エジザージュバシュ               | 17   |
| ワクフバンクSK                   | 15   |
| フェネルバフチェ・アジュバーデム | 7    |
| エムラク・バンカス               | 3    |